# Mouhammad Faye
Pour les articles homonymes, voir Faye.
Mouhammad  "Mo" Faye, né le 14 septembre 1985 à Dakar, au Sénégal, est un joueur sénégalais de basket-ball. Il évolue aux postes d'ailier et d'ailier fort.

## Biographie
Faye est licencié par l'Étoile rouge de Belgrade en février 2020.
En février 2021, Faye signe avec le Boulazac Basket Dordogne, club de première division française, pour pallier la blessure de Jean-Frédéric Morency.

## Palmarès
- Meilleur marqueur du championnat d'Afrique 2011
- 3e du championnat d'Afrique 2013
- 3e du championnat d'Afrique 2017
- Vainqueur de la Ligue adriatique : 2019